# Pabieda (zespół muzyczny)
Pabieda – polska grupa punkrockowa powstała w Malborku w 1987. Zasłynęła ze swojego pierwszego albumu To jeszcze nie koniec!. Do 1995 zespół zagrał około 300 koncertów na terenie całego kraju oraz w Rosji i Francji. Zespół zawiesił działalność w 1995 i po długiej przerwie w 2002 wydał kolejny album Nowa płyta.

## Muzycy

### Obecny skład
- Jarek Gorcza Gorczyca – wokal
- Kazik Kaz Szweda – gitara
- Sławek Sopel Sobczyk – gitara
- Irek Kaczmar – gitara basowa, wokal
- Rafał Mały Baca – perkusja

### Poprzedni muzycy
- Marek Szulc – gitara basowa, wokal
- Darek Szulewski – perkusja
- Wojtek Wołk – perkusja
- Mikołaj Mikuś Konowrocki – gitara
- Radek Muha Muszyński – gitara basowa, wokal
- Tomek Kyca Marko – perkusja
- Dobek Dobass Głąb – gitara basowa, wokal
- Grzesiek Godzio Topuszek – perkusja
- Mariusz Tato Rosianowski

## Dyskografia
- To jeszcze nie koniec! (1990)
- Nowa płyta (2002)
- Ja Tonę singiel (2012)
- Nowa wymowa (2013)

## Ważniejsze imprezy
- Poza Kontrolą – Klub Remont, Warszawa 1987
- Mokotowska Jesień Muzyczna – Warszawa 1988
- Odjazdy – Spodek, Katowice 1988
- Rock na Wschodzie – Biała Podlaska 1988
- Nowa Scena – Sopot 1988
- Letnia zadyma w środku zimy – Klub Stodoła, Warszawa 1989
- Zadyma na Torwarze – Warszawa 1989
- Le Printemps de Burges – Koszalin 1990
- Festiwal Muzyków Rockowych – Jarocin 1988
- Festiwal Muzyków Rockowych – Jarocin 1989
- Festiwal Muzyków Rockowych – Jarocin 1991
- Festiwal Muzyków Rockowych – Jarocin 1992
- FIMU – Belfort (Francja) 1993
- I Przystanek Woodstock – Czymanowo 1995
- IX Przystanek Woodstock – Żary 2003